# Kanał internetowy
Kanał internetowy lub kanał informacyjny – format danych (zazwyczaj XML, ale może być też inny, np. JSON) wykorzystywany do dostarczania użytkownikom często aktualizowanych treści. Przekazywanie ich jest realizowane metodą subskrypcji konkretnych kanałów. Użytkownik zwykle subskrybuje wiele kanałów, aby uzyskać dostęp do sumy zawartych w nich informacji. Do subskrybowania kanałów służą programy komputerowe nazywane czytnikami kanałów.
Najbardziej rozpowszechnione standardy kanałów internetowych to:
- RSS,
- Atom.